# Zwola Poduchowna
Zwola Poduchowna es un pueblo de Polonia, en Mazovia. Se encuentra en el distrito (Gmina) de Miastków Kościelny, perteneciente al condado (Powiat) de Garwolin. Se encuentra aproximadamente a 4 km al sureste de Miastków Kościelny, 18 km al este de Garwolin, y a 71 km al sureste de Varsovia. Su población es de 266 habitantes.
Entre 1975 y 1998 perteneció al voivodato de Siedlce.